# Polymer Bulletin
Das Polymer Bulletin (abgekürzt Polym. Bull.) ist eine wissenschaftliche Fachzeitschrift, die seit 1978 monatlich im Peer-Review-Verfahren bei Springer Science+Business Media erscheint. Die Zeitschrift behandelt Themen aus dem Bereich der Polymere. Veröffentlicht werden Beiträge über Biopolymere und Biomaterialien, Polymercharakterisierung, Polymerphysik und -theorie sowie
Polymersynthese und -mechanismen. Der Impact Factor der Zeitschrift lag 2024 bei 4,0. Chefredakteure sind Gilberto Siqueira von der Eidgenössischen Materialprüfungs- und Forschungsanstalt für den Bereich Biopolymere und Biomaterialien, Daewon Sohn von der Hanyang-Universität für den Bereich Polymercharakterisierung, Günter K. Auernhammer vom Leibniz-Institut für Polymerforschung Dresden für den Bereich Polymerphysik und -theorie und Noriyoshi Matsumi vom Japan Advanced Institute of Science and Technology für den Bereich Polymersynthese und -mechanismen.